# Bhargav Bhatt
Bhargav Bhatt (né le 12 septembre 1983) est un mathématicien indo-américain.

## Biographie
Bhatt étudie les mathématiques à partir de 2001 à l'université Columbia et obtient un baccalauréat en mathématiques appliquées summa cum laude avec Shou-Wu Zhang en 2005. Durant ses études, il travaille également dans la construction de ponts au sein du département de génie civil de l'Université de Columbia. Il poursuit ses études à l'université de Princeton, où il obtient son doctorat sous la direction d'Aise Johan de Jong en 2010 (titre de sa thèse : Derived direct summands). En postdoc, il est professeur assistant à l'université du Michigan de 2010 à 2012 et à l'Institute for Advanced Study  de 2012 à 2014. En 2014, il devient professeur associé (à partir de 2015 Gehring Associate Professor) et depuis 2018 professeur à l'Université du Michigan.

## Travaux
Bhatt travaille en géométrie algébrique arithmétique, théorie des singularités et en algèbre commutative, en particulier en géométrie arithmétique p-adique et théories cohomologiques correspondantes. Il a notamment travaillé sur les espaces perfectoïdes avec leur auteur Peter Scholze, avec qui il a également développé une normalisation des concepts de cohomologie de la géométrie arithmétique, appelée « cohomologie prismatique », considéré comme un pas vers la cohomologie motivique en unifiant la cohomologie singulière, la cohomologie de Rham, la cohomologie ℓ-adique et la cohomologie cristalline,.

## Distinctions
À partir de 2019, Bhatt est pour cinq ans Simons Investigator, et de 2015 à 2021, il est  Fellow Packard. Il a occupé la chaire Eilenberg à l'Université Columbia en 2018 et a été professeur Chern au Mathematical Sciences Research Institute en 2019. Il a été chercheur invité à l'Institute for Advanced Study en 2020.
En 2021, Bhatt est l'un des lauréats du prix New Horizons in Mathematics pour des travaux exceptionnels en algèbre commutative et en géométrie algébrique arithmétique, en particulier pour le développement de théories de cohomologie p-adique. Il est élu fellow de l'American Mathematical Society en 2021,. La même année il est lauréat du Clay Research Award « pour ses réalisations révolutionnaires en algèbre commutative, en géométrie algébrique arithmétique et en topologie dans le cadre p-adique ».
En 2022 il reçoit le prix Nemmers en mathématiques.

## Publications (sélection)
- Bhargav Bhatt, « Derived splinters in positive characteristic », Compositio Mathematica, vol. 148, no 6,‎ 2012, p. 1757–1786 (lire en ligne )
- Bhargav Bhatt, « Annihilating the cohomology of group schemes », Algebra & Number Theory, vol. 6, no 7,‎ 2012, p. 1561–1577 (lire en ligne )
- Bhargav Bhatt, Manuel Blickle, Gennady Lyubeznik, Anurag K. Singh et Wenliang Zhang, « Local cohomology modules of a smooth {\displaystyle \mathbb {Z} }-algebra have finitely many associated primes », Inventiones Mathematicae, vol. 197, no 3,‎ 2014, p. 509–519 (DOI 10.1007/s00222-013-0490-z, arXiv 1304.4692)
- Bhargav Bhatt et Peter Scholze, « Projectivity of the Witt vector affine Grassmannian », Inventiones Mathematicae, vol. 209, no 2,‎ 2017, p. 329–423 (DOI 10.1007/s00222-016-0710-4, arXiv 1507.06490)
- Bhargav Bhatt, « On the direct summand conjecture and its derived variant », Inventiones Mathematicae, vol. 212, no 2,‎ 2018, p. 297–317 (DOI 10.1007/s00222-017-0768-7, arXiv 1608.08882)
- Bhargav Bhatt, Ana Caraiani, Kiran Kedlaya, Peter Scholze et Jared Weinstein, Perfectoid Spaces : Lectures from the 2017 Arizona Winter School, American Mathematical Society, coll. « Mathematical Surveys and Monographs » (no 242), 2019 (ISBN 978-1-4704-5015-1, OCLC 1124911652, DOI 10.1090/surv/242) — Chapitre : « The Hodge-Tait decomposition via perfectoid spaces »
- Bhargav Bhatt et Jacob Lurie, « A Riemann-Hilbert correspondence in characteristic p », Cambridge Journal of Mathematics, vol. 7,‎ 2019, p. 71–217 (arXiv 1711.04148)
- Bhargav Bhatt, Matthew Morrow et Peter Scholze, « Topological Hochschild homology and integral p-adic Hodge theory », Publications mathématiques de l'IHÉS, vol. 129,‎ 2019, p. 199–310 (arXiv 1802.03261)
- Bhargav Bhatt et Peter Scholze, « Prisms and Prismatic Cohomology », submitted,‎ 2019 (arXiv 1905.08229)

- Bhargav Bhatt, « What is … a Perfectoid Space? », Notices de l'AMS, vol. 61, no 9,‎ 2014, p. 1082–1084 (lire en ligne){{ }}